# Klaus Riskær Pedersen
Klaus Riskær Pedersen, né le 24 avril 1955 à Copenhague (Danemark), est un homme politique danois, ancien député européen, et fondateur en octobre 2018 du parti politique portant initialement son nom avant d'être renommé « La liste citoyenne » en décembre 2019. Aux élections législatives danoises de 2019, celui ci réunit 0,84 % des suffrages.

## Biographie
En mars 2015, il annonce vouloir revenir en politique et rejoint L'Alternative, le parti écologiste fondé par Uffe Elbæk en 2013. Il déclare alors avoir l'intention d'être candidat aux élections législatives du 18 juin sous les couleurs du mouvement dans la circonscription de la banlieue de Copenhague. Le président du parti Uffe Elbæk refuse toutefois cette investiture, mais Klaus Riskær Pedersen maintient sa candidature, estimant que l'investiture doit êtgre attribuée par les militants locaux plutôt que par la direction nationale. Il est alors exclu du parti, seulement huit jours après son adhésion.